# Будинок на вулиці Дорошенка, 1 (Львів)
Будинок за адресою вулиця Дорошенка, 1 у Львові — житловий трьох поверховий будинок з магазинними приміщеним на першому поверсі. Пам'ятка архітектури місцевого значення № 88.

## Історія
Житловий будинок було збудовано у 1850-ті роки на два поверхи, у 1880 році архітектор Зигмунт Кендзерський розробив проект реконструкції, за яким добудовано третій поверх. Власником будинку у ті роки був Озіаш Горовітц. У 1906 році архітектор Міхал Улям, виконав проект вітринних порталів на першому поверсі, а в 1936 році — архітектор Даніель Кальмус.
У міжвоєнний період тут було «Товариство торговельних агентів», а також різні магазини одягу, за радянських часів тут були скуп ювелірних виробів та ательє. Зараз тут салон-магазин годинників «Секундочка» та ремонт годинників «Хронограф» який працює тут ще з часів СРСР.

## Архітектура

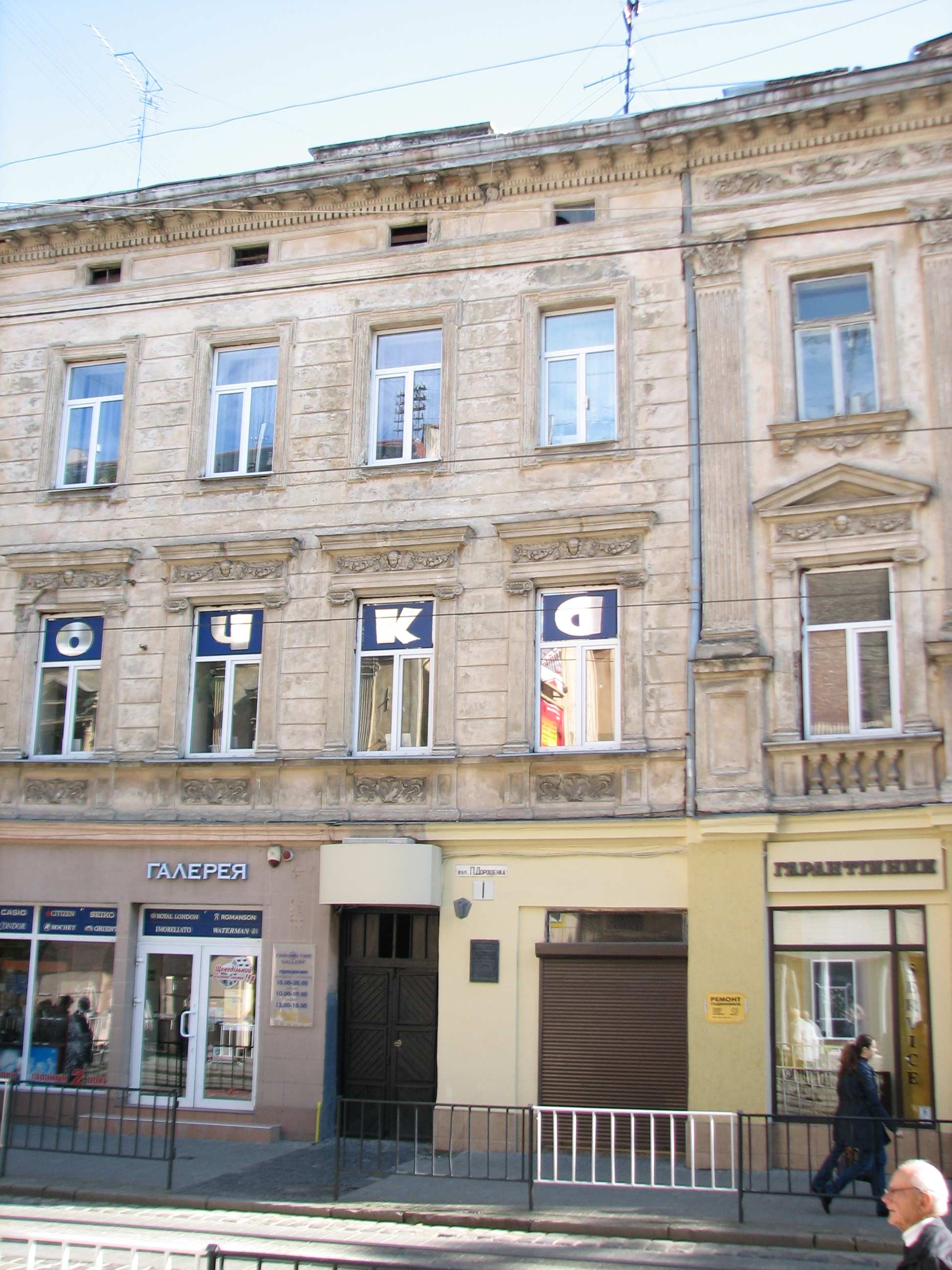
Фасад будинку з вулиці Дорошенка

Трьох поверхова, цегляна будівля зведена у стилі класицизму. Головний фасад симетричний виходить на лінію забудови вулиці Дорошенка. На рівні другого та третього поверхів вертикально підкреслені бічні розкріповки з пілястрами коринфського ордеру. Симетричний вигляд фасаду будинку, дещо порушений вхідною брамою, яка зміщена в право. Перший поверх будинку дуже змінений перебудовами та реконструкціями, і зараз використовується як торговий. Другий та третій поверх використовується під житлові приміщення. Вікна другого поверху обрамлені пілястрами іонічного ордеру з обох боків, центральна частина завершена лінійними сандриками, а бічні з трикутними. Під сандриками ліпні жіночі голови прикрашені з двох сторін гірляндами з квітів. Між першим та другим поверхом пів центральними вікнами ліпнина з рослинним орнаментом, на бічних — балясини. Вікна на третьому поверсі з профільним обрамуванням, під ними — полички. Центральна частина будинку як і бокові закінчуються профільованим карнизом з сухариками та іоніками.